# Alfred Grenser
Alfred Grenser (* 15. November 1838 in Leipzig; † 17. April 1891 im 5. Bezirk in Wien) war ein deutscher Heraldiker, Genealoge und Buchhändler, der insbesondere in Wien tätig war.

## Leben
Grenser entstammte einer thüringischen Familie von Instrumentenbauern. Er war ein Sohn des Musikers Carl Augustin Grenser, der seit 1814 als Flötist Mitglied des Leipziger Gewandhausorchesters war. Er erhielt von 1854 bis 1858 bei Theodor Oswald Weigel in Leipzig eine Ausbildung für Verlag und Antiquariat, um Buchhändler zu werden. Anschließend arbeitete er in der Buchhandlung Höhr in Zürich, im Verlag von Wilhelm Engelmann in Leipzig und im Verlag von Maximilian Cohen in Bonn. Er übersiedelte 1863 mit seinem Jugendfreund Karl Czermak nach Wien und unterstützte diesen bei der Eröffnung seines Buch- und Antuquariatshandels. Im Jahr 1867 trat er in die Wilhelm Braumüller Universitäts-Verlagsbuchhandlung ein für die er bis zu seinem Tod arbeitete.
Er betätigte sich im Bereich der Heraldik und gründete am 10. Mai 1870 mit einigen Gleichgesinnten den Heraldisch-Genealogischen Verein „Adler“. In diesem Verein bekleidete er unterschiedliche Positionen (unter anderem 1870 Schatzmeister) und wirkte dort bis zu seinem Tod mit. 1883 wurde dieser in Heraldisch-Genealogische Gesellschaft „Adler“ umbenannt. Im Jahr 1870 wurde er Nachfolger des Münchner Heraldikers Otto Titan von Hefner und übernahm von diesem die wissenschaftliche Aufsicht über die Herausgabe der neuen Lieferungen von Johann Siebmachers großem und allgemeinem Wappenbuch in München. Er selbst verfasste für die Publikationen der Gesellschaft „Adler“ umfangreiche Verzeichnisse der neuesten heraldisch-genealogischer Literatur, veröffentlichte zahlreiche wissenschaftliche Arbeiten und Artikel. Grenser war auch als Buchhändler tätig und hielt Vorträge zur Wappenkunde. Zu seinen Manuskripten zählt auch eine Aufzeichnung von Wappenskizzen und Inschriften von Wiener Grabsteinen. Er starb im 5. Bezirk in Wien, wo er in der Johannagasse 2 wohnte. Er hinterließ eine Bibliothek mit einer umfangreichen Sammlung von Werken aus der Genealogie, Heraldik, Siegelkunde und Numismatik, sowie zahlreichen Originalmanuscripten, Ex-libris, heraldischen Kunstblättern und einer Sammlung von Münzen, Siegeln und Signeten, die ab dem 14. Juli 1897 in Dresden zur Versteigerung angeboten wurde. In Seinem Besitz befanden sich zudem die Gemälde Bach Johann Sebastian, Tonkünstler (1685-1750) dem Maler Elias Gottlob Haußmann zugeschrieben und ein Gemälde Haydn Franz Joseph, Tondichter von Anton Graff, die am 24. November 1880 in einer Historischen Porträtausstellung gezeigt wurden. Das Bachgemälde hatte sein Vater um 1828 von einer Enkelin Bachs erworben, es befand sich zuvor im Besitz von Carl Philipp Emanuel Bach und wurde im Mai 1886 für die Musikbibliothek Peters erworben.

## Familie
Grenser war seit dem 13. Mai 1871 mit Anna (geborene Fischer von Röslerstamm, * 29. Mai 1843) verheiratet, einer Tochter des Unternehmers Eduard Fischer von Röslerstamm und dessen Frau Amalie Therese (geborene Libisch, 3. Oktober 1812–18. Januar 1870), mit der er einen Sohn hatte:
- Rudolf Grenser (* nach 1871), er führte in dem Werk Zunft-Wappen und Handwerker-Insignien seines Vaters Zeichnungen nach dessen Skizzen aus.

Er war über seine Ehefrau mit dem Autor Eduard Fischer von Röslerstamm und mit Amalie (geborene Fischer von Röslerstamm, * 1845) ⚭ Valentin Heck verschwägert.
Grenser wurde auf dem evangelischen Friedhof außer der Matzleinsdorfer Linie in Wien beigesetzt.

## Ehrungen (Auswahl)
Angaben mindestens seit:
- 1866 ordentliches Mitglied der Antiquarischen Gesellschaft in Zürich
- 1870 Mitglied des Berliner heraldischen Vereins „Herold“
- 1880 Ehrenmitglied der „Reale Accademia Araldica Italiana“ in Pisa[9]
- 1880 Ehrenmitglied der freien Genossenschaft der Graveure Wiens[9]
- korrespondierendes Mitglied der heraldischen Gesellschaft „De Nederlandsche Leeuw“ in Den Haag

## Werke (Auswahl)
- Mitarbeit, wissenschaftliche Aufsicht: J. Siebmacher’s großes und allgemeines Wappenbuch. Neue Lieferung.[10]
- Die Wappen der XXII Kantone Schweizerischer Eidgenossenschaft. Heraldisch, historisch und kritisch erläutert. C. A. Schwetschke & Sohn, Braunschweig 1866 (archive.org).
- Die Lilie in der Heraldik. In: Heraldisch-genealogische Zeitschrift : Organ d. Heraldisch-Genealogischen Vereins „Adler“ in Wien. Wien 1873.
- Die Wappen der infulierten Pröpste von Klosterneuburg in Niederösterreich. Wien 1874.
- Die Wappen der Äbte von Melk in Niederösterreich. Wien 1876.
- Die National- und Landesfarben von 150 Staaten der Erde. Frankfurt am Main 1881.
- Deutsche Künstler im Dienste der Heraldik. Wien 1876.
- Das Wappen der Stadt Wien: Seine Entstehung und Geschichte mit Abbildungen von Wappen und Siegeln. Wien 1866.
- Zunft-Wappen und Handwerker-Insignien. Rommel, Frankfurt am Main 1889 urn:nbn:de:hbz:061:1-20164.